# キンコウカ属
キンコウカ属（金光花属、金黄花属、学名：Narthecium ）はキンコウカ科の属の一つ。かつてはユリ科に分類されていた。

## 特徴
多年草。葉は根生し、形はアヤメのような剣状線形で、中脈に沿って表面が折りたたまれ、裏面が外側に現れる。花は総状花序で、花茎の上に花被片6枚の星型の黄色い花をつける。子房は上位で、種子の両端に尾がある。
北半球に約8種あり、日本には1種が分布する。

## 種
- アメリカキンコウカ Narthecium americanum Ker Gawl. - アメリカ合衆国ニュージャージー州とノースカロライナ州・サウスカロライナ州に分布。希少種。
- キンコウカ Narthecium asiaticum Maxim. - 日本に分布。
- Narthecium balansae Briq. - トルコ北東部からコーカサス西部に分布。
- カリフォルニアキンコウカ Narthecium californicum Baker - アメリカ合衆国西海岸に分布。
- Narthecium ossifragum (L.) Huds. - 西ヨーロッパに分布。
- Narthecium reverchonii Celak. - コルシカ島に分布。
- Narthecium scardicum Košanin - アルバニア北東部からギリシャ北西部に分布。

## ギャラリー

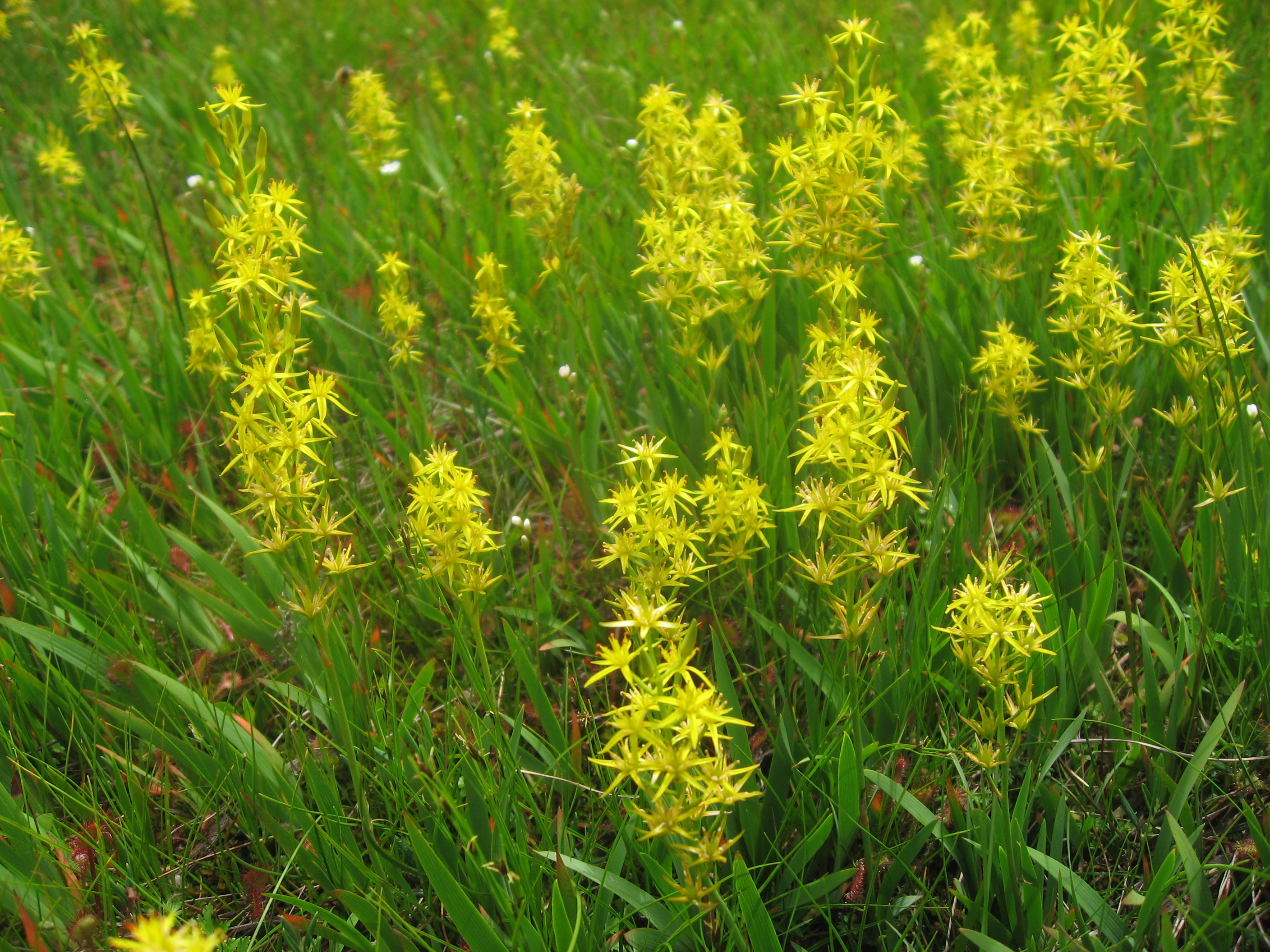
キンコウカ
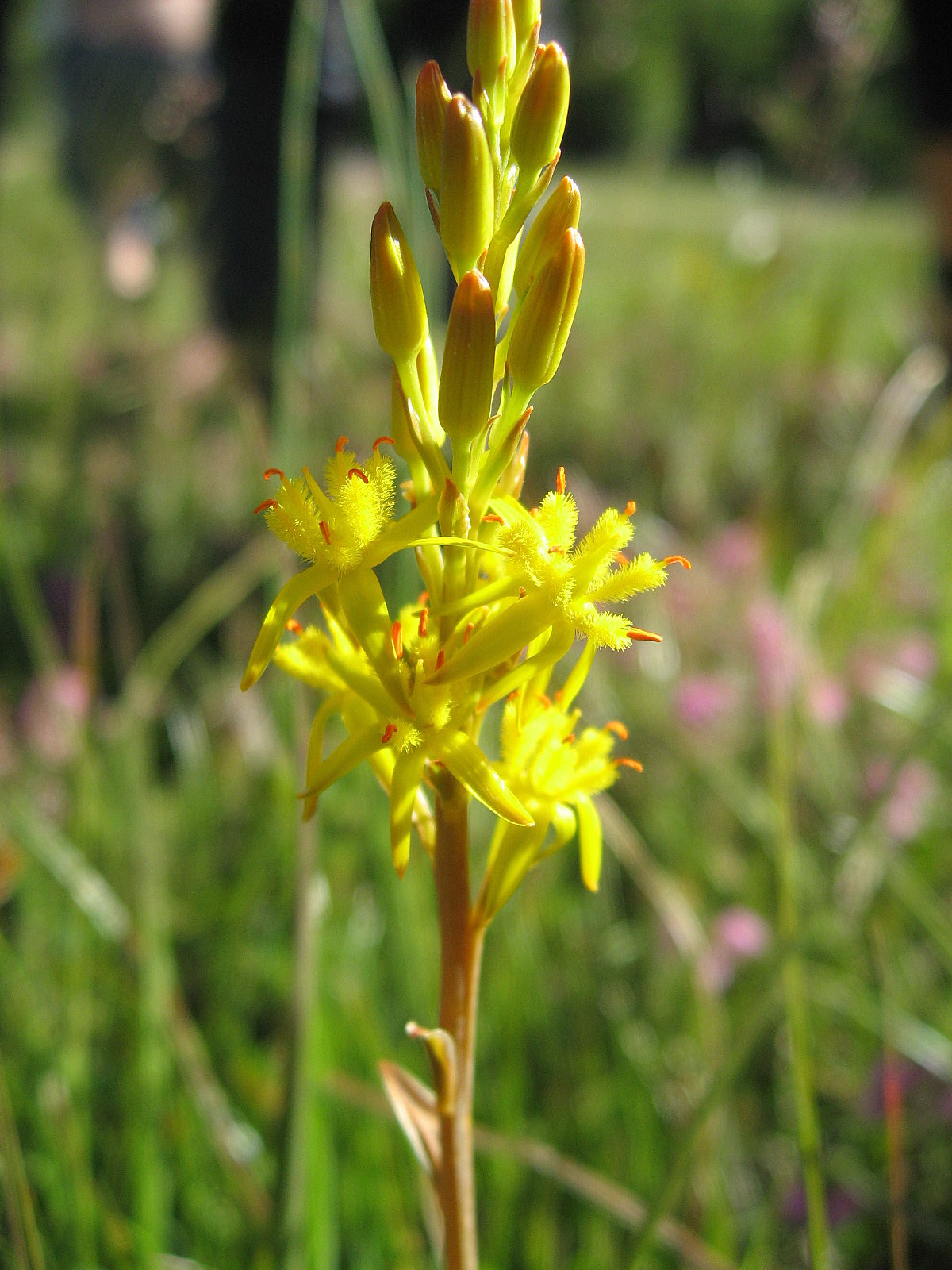
N. ossifragum（スペイン、バルセロナ）
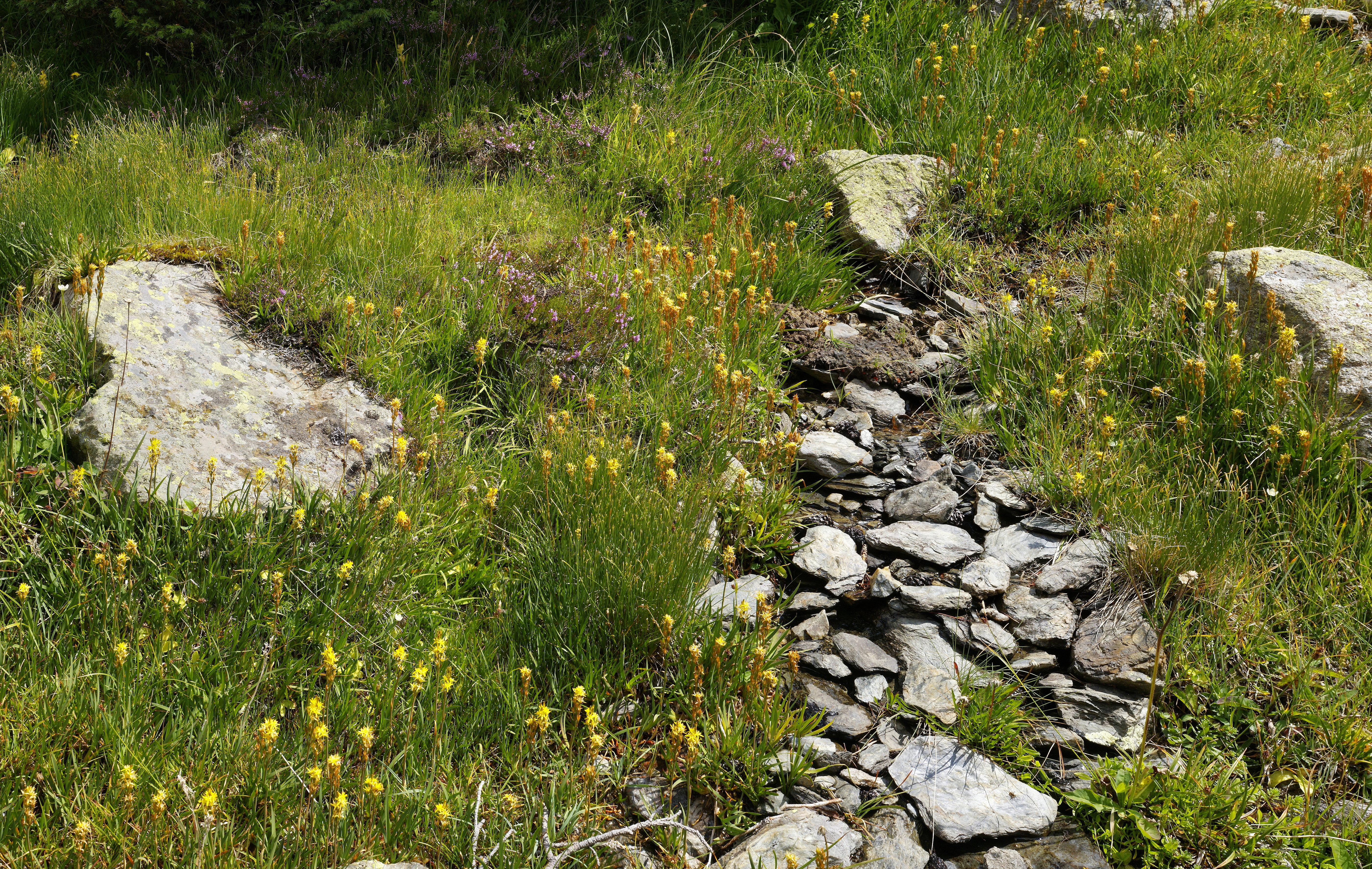
N. ossifragumの自生地（アンドラ）
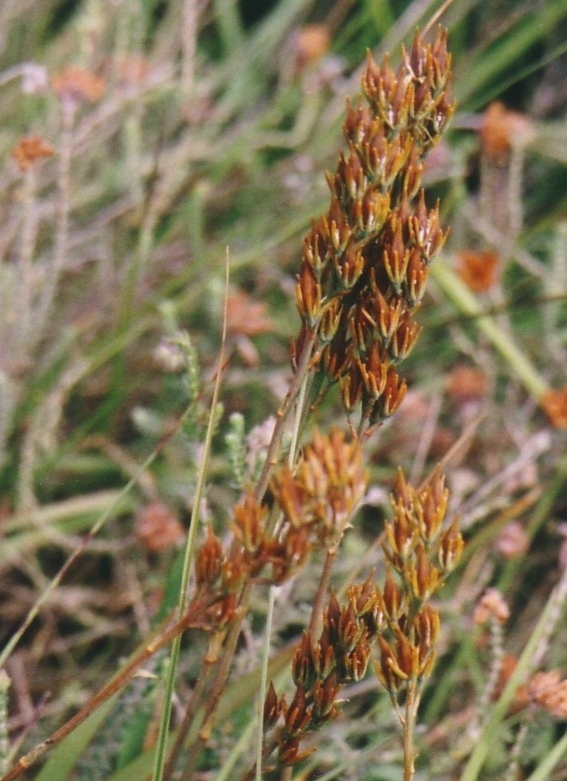
N. ossifragumの果実
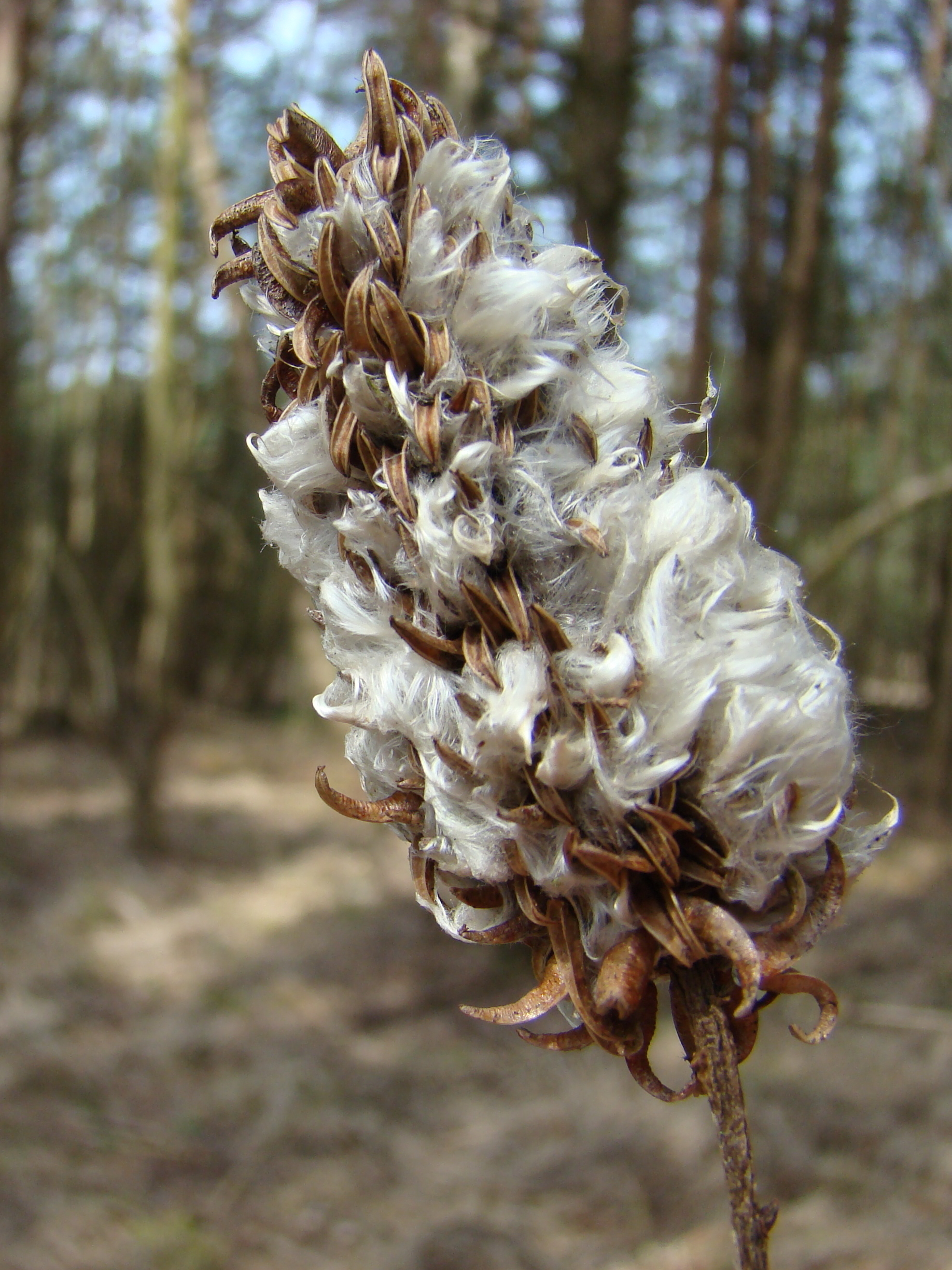
N. ossifragumの果実